# German Football League 2011
German Football League 2011 ist ein Überblick über die Saison 2011 der American-Football-Bundesliga, die 33. Saison der 1. Bundesliga/GFL.

## Ligaaufteilung und Modus
Die Saison 2011 wurde von 14 Mannschaften, gleichmäßig aufgeteilt in zwei Gruppen, bestritten. Es war die erste Saison der höchsten Spielklasse mit mehr als 12 Mannschaften, seit der Umbenennung der Bundesliga in GFL in den 90er Jahren, und die erste Stufe der im Oktober 2010 beschlossenen Liga-Aufstockung. Die Saison 2011 war bis zur  Saison 2023 die letzte, in der Teams der Nordstaffel während der regular season auf jene der Südstaffel treffen.
Für die Aufstockung der Liga von 12 auf zunächst 14 Mannschaften wurde der Relegations-Modus modifiziert. Für die Saison 2011 und 2012 gilt nun, dass die Gruppensieger der GFL2 direkt in die GFL aufsteigen, während die Gruppenzweiten in der Relegation gegen den Gruppenletzten der GFL antreten müssen. Der Sieger des Relegationsspiels steigt in die GFL auf bzw. verbleibt in dieser.
Auf Grund der modifizierten Regel stiegen die Mönchengladbach Mavericks und Saarland Hurricanes als Gruppensieger der GFL2 Saison 2010 direkt auf. Die Düsseldorf Panther und Wiesbaden Phantoms konnten jeweils ihre Relegationsspiele gegen die Berlin Rebels bzw. Weinheim Longhorns gewinnen und stiegen ebenfalls in die GFL auf.
Die folgende Tabelle gibt einen Überblick über die teilnehmenden Mannschaften, ihrer Gruppenzugehörigkeit und ihrer ewigen Bundesliga- bzw. GFL-Bilanz vor Beginn der Saison 2011:
| GFL Nord                      | GFL Nord | GFL Nord | GFL Nord | GFL Nord | GFL Nord | GFL Nord | GFL Nord | GFL Nord | GFL Nord | GFL Nord | GFL Nord      | GFL Süd                  | GFL Süd | GFL Süd | GFL Süd | GFL Süd | GFL Süd | GFL Süd | GFL Süd | GFL Süd | GFL Süd | GFL Süd | GFL Süd       |
| Team                          | Jahre    | G        | V        | U        | Heim     | Heim     | Heim     | Ausw.    | Ausw.    | Ausw.    | TD-Verhältnis | Team                     | Jahre   | G       | V       | U       | Heim    | Heim    | Heim    | Ausw.   | Ausw.   | Ausw.   | TD-Verhältnis |
| ----------------------------- | -------- | -------- | -------- | -------- | -------- | -------- | -------- | -------- | -------- | -------- | ------------- | ------------------------ | ------- | ------- | ------- | ------- | ------- | ------- | ------- | ------- | ------- | ------- | ------------- |
| Berlin Adler                  | 28       | 204      | 109      | 8        | 105      | 51       | 3        | 99       | 588      | 5        | 9014:5464     | Munich Cowboys           | 29      | 173     | 146     | 8       | 100     | 62      | 2       | 73      | 84      | 6       | 7506:6544     |
| Düsseldorf Panther (N)        | 24       | 176      | 91       | 10       | 90       | 41       | 7        | 86       | 50       | 3        | 8215:4530     | Stuttgart Scorpions      | 19      | 97      | 111     | 7       | 53      | 48      | 6       | 44      | 63      | 1       | 5523:5638     |
| New Yorker Lions              | 17       | 139      | 55       | 4        | 75       | 22       | 2        | 64       | 33       | 2        | 6235:3584     | Schwäbisch Hall Unicorns | 13      | 70      | 68      | 8       | 40      | 33      | 0       | 30      | 35      | 8       | 3749:3503     |
| Kiel Baltic Hurricanes (TV)   | 11       | 63       | 59       | 3        | 38       | 24       | 1        | 25       | 35       | 2        | 2771:2974     | Marburg Mercenaries      | 8       | 60      | 29      | 3       | 32      | 12      | 2       | 28      | 17      | 1       | 2908:2023     |
| Assindia Cardinals            | 10       | 32       | 72       | 3        | 19       | 34       | 0        | 13       | 38       | 3        | 1605:2862     | Saarland Hurricanes (N)  | 7       | 16      | 60      | 4       | 10      | 27      | 3       | 6       | 33      | 1       | 1289:2576     |
| Dresden Monarchs              | 8        | 43       | 49       | 2        | 26       | 20       | 1        | 17       | 29       | 1        | 1952:2381     | Plattling Black Hawks    | 2       | 8       | 15      | 1       | 6       | 6       | 0       | 2       | 9       | 1       | 663:733       |
| Mönchengladbach Mavericks (N) | neu      | 0        | 0        | 0        | 0        | 0        | 0        | 0        | 0        | 0        | 0:0           | Wiesbaden Phantoms (N)   | neu     | 0       | 0       | 0       | 0       | 0       | 0       | 0       | 0       | 0       | 0:0           |

- (N) – Aufsteiger
- (TV) – Titelverteidiger

## Saisonverlauf

### Reguläre Saison
Das erste Spiel der Saison bestritten am 9. April die Wiesbaden Phantoms bei den Stuttgart Scorpions, wobei sich die Teams mit einem 17:17-Unentschieden trennten. In der Nordstaffel verpassten die Berlin Adler am folgenden Tag die Revanche für die im German Bowl XXXII erlittene Niederlage, da sie bei den Kiel Baltic Hurricanes mit 48:41 verloren.

#### Die Spiele im Einzelnen
- 9./10. April
  - Stuttgart Scorpions – Wiesbaden Phantoms 17:17
  - Kiel Baltic Hurricanes – Berlin Adler 48:41

- 16./17. April
  - Berlin Adler – Schwäbisch Hall Unicorns 17:34
  - Wiesbaden Phantoms – Düsseldorf Panther 00:17
  - Mönchengladbach Mavericks – Saarland Hurricanes   43:14
  - Essen Assindia Cardinals – Munich Cowboys 15:18

- 23.–25. April
  - Essen Assindia Cardinals – Düsseldorf Panther 09:37
  - Plattlin Black Hawks – Marburg Mercenaries 00:42
  - Munich Cowboys – Saarland Hurricanes              17:15
  - New Yorker Lions – Dresden Monarchs             14:10
  - Schwäbisch Hall Unicorns – Wiesbaden Phantoms     33:07

- 30. April / 1. Mai
  - Dresden Monarchs – Kiel Baltic Hurricanes 21:28
  - Munich Cowboys – Stuttgart Scorpions 03:27
  - Saarland Hurricanes – Wiesbaden Phantoms          10:07
  - Plattling Black Hawks – Schwäbisch Hall Unicorns 13:45
  - Mönchengladbach Mavericks – Berlin Adler 00:16

- 7./8. Mai
  - Stuttgart Scorpions – Saarland Hurricanes 30:14
  - Mönchengladbach Mavericks – New Yorker Lions 22:12
  - Düsseldorf Panther – Wiesbaden Phantoms 49:15
  - Essen Assindia Cardinals – Dresden Monarchs 07:51
  - Munich Cowboys – Plattling Black Hawks 38:19

- 14./15. Mai
  - Dresden Monarchs – Berlin Adler 10:14
  - Saarland Hurricanes – Stuttgart Scorpions 16:20
  - Schwäbisch Hall Unicorns – Munich Cowboys 50:21
  - New Yorker Lions – Essen Assindia Cardinals 38:00
  - Plattling Black Hawks – Wiesbaden Phantoms 38:49

- 21./22. Mai
  - Saarland Hurricanes – Schwäbisch Hall Unicorns 07:42
  - Mönchengladbach Mavericks – Dresden Monarchs 40:14
  - Düsseldorf Panther – Kiel Baltic Hurricanes 10:29
  - Essen Assindia Cardinals – Berlin Adler 06:38
  - Marburg Mercenaries – Plattling Black Hawks 51:19

- 28./29. Mai
  - Dresden Monarch – Düsseldorf Panther 23:24
  - Wiesbaden Phantoms – Marburg Mercenaries 07:21
  - Mönchengladbach Mavericks – Kiel Baltic Hurricanes 20:27
  - Saarland Hurricanes – Munich Cowboys 14:20
  - Essen Assindia Cardinals – New Yorker Lions 00:26
  - Plattling Black Hawks – Stuttgart Scorpions 29:35

- 4./5. Juni
  - Schwäbisch Hall Unicorns – Plattling Black Hawks 63:27
  - Berlin Adler – Düsseldorf Panther 28:41
  - Stuttgart Scorpions – Marburg Mercenaries 30:39
  - New Yorker Lions – Mönchengladbach Mavericks 9:16
  - Essen Assindia Cardinals – Kiel Baltic Hurricanes 18:42
  - Munich Cowboys – Wiesbaden Phantoms 14:6

- 11./12. Juni
  - Dresden Monarchs – Mönchengladbach Mavericks 15:19
  - Wiesbaden Phantoms – Saarland Hurricanes 27:20
  - Berlin Adler – New Yorker Lions 20:10
  - Kiel Baltic Hurricanes – Düsseldorf Panther 50:07
  - Stuttgart Scorpions – Schwäbisch Hall Unicorns 24:60
  - Marburg Mercenaries – Munich Cowboys 41:17

- 18./19. Juni
  - Kiel Baltic Hurricanes – Essen Assindia Cardinals 42:00
  - Marburg Mercenaries – Stuttgart Scorpions 34:07

- 25./26. Juni
  - Dresden Monarchs – Plattling Black Hawks 72:06
  - Wiesbaden Phantoms – Schwäbisch Hall Unicorns 43:57
  - Berlin Adler – Kiel Baltic Hurricanes 14:17
  - Stuttgart Scorpions – Munich Cowboys 27:26
  - Mönchengladbach Mavericks – Düsseldorf Panther 24:19
  - Marburg Mercenaries – Saarland Hurricanes 20:00

- 23./24. Juli
  - Saarland Hurricanes – Mönchengladbach Mavericks 03:38
  - Schwäbisch Hall Unicorns – Berlin Adler 38:24
  - Munich Cowboys – Essen Assindia Cardinals 24:00
  - Plattling Black Hawks – Dresden Monarchs 00:61
  - Stuttgart Scorpions – New Yorker Lions 24:00

- 30./31. Juli
  - Schwäbisch Hall Unicorns – Marburg Mercenaries 56:06
  - Mönchengladbach Mavericks – Essen Assindia Cardinals 48:21
  - Berlin Adler – Dresden Monarchs 21:07
  - Düsseldorf Panther – New Yorker Lions 34:07
  - Plattling Black Hawks – Munich Cowboys 00:27

- 6./7. August
  - Saarland Hurricanes – Marburg Mercenaries 18:35
  - Berlin Adler – Essen Assindia Cardinals 59:06
  - Kiel Baltic Hurricanes – New Yorker Lions 37:07
  - Düsseldorf Panther – Mönchengladbach Mavericks 00:28
  - Munich Cowboys – Schwäbisch Hall Unicorns 07:27

- 13./14. August
  - Dresden Monarchs – Essen Assindia Cardinals 50:14
  - Schwäbisch Hall Unicorns – Stuttgart Scorpions 54:35
  - New Yorker Lions – Kiel Baltic Hurricanes 07:37
  - Düsseldorf Panther – Berlin Adler 41:35
  - Plattling Black Hawks – Saarland Hurricanes 06:38
  - Marburg Mercenaries – Wiesbaden Phantoms 49:28

- 20./21. August
  - Wiesbaden Phantoms – Stuttgart Scorpions 15:24
  - Saarland Hurricanes – Plattling Black Hawks OHNE WERTUNG
  - Kiel Baltic Hurricanes – Mönchengladbach Mavericks 34:18
  - New Yorker Lions – Berlin Adler 21:34
  - Düsseldorf Panther – Dresden Monarchs 28:14
  - Munich Cowboys – Marburg Mercenaries 07:16

- 27./28. August
  - Dresden Monarchs – New Yorker Lions 34:20
  - Berlin Adler – Mönchengladbach Mavericks 07:17
  - Düsseldorf Panther – Essen Assindia Cardinals 17:24
  - Marburg Mercenaries – Kiel Baltic Hurricanes 28:20
  - Wiesbaden Phantoms – Plattling Black Hawks OHNE WERTUNG

- 3./4. September
  - Wiesbaden Phantoms – Munich Cowboys 20:17
  - Schwäbisch Hall Unicorns – Saarland Hurricanes 58:25
  - Kiel Baltic Hurricanes – Marburg Mercenaries 31:10
  - New Yorker Lions – Düsseldorf Panther 23:27
  - Essen Assindia Cardinals – Mönchengladbach Mavericks 42:42
  - Stuttgart Scorpions – Plattling Black Hawks OHNE WERTUNG

- 10./11. September
  - New Yorker Lions – Stuttgart Scorpions 28:16
  - Marburg Mercenaries – Schwäbisch Hall Unicorns ABGESAGT
  - Kiel Baltic Hurricanes – Dresden Monarchs 02:23

#### Abschlusstabelle GFL Nord
| Pl. | Team                      | Gesamt      | Heim      | Auswärts  | Punkte | TD      | Diff. |
| --- | ------------------------- | ----------- | --------- | --------- | ------ | ------- | ----- |
| 1   | Kiel Baltic Hurricanes    | 14 (12/0/2) | 7 (6/0/1) | 7 (6/0/1) | 24:4   | 444:224 | +220  |
| 2   | Mönchengladbach Mavericks | 14 (10/1/3) | 7 (5/0/2) | 7 (5/1/1) | 21:7   | 375:233 | +142  |
| 3   | Düsseldorf Panther        | 14 (9/0/5)  | 7 (4/0/3) | 7 (5/0/2) | 18:10  | 351:309 | 0+42  |
| 4   | Berlin Adler              | 14 (7/0/7)  | 7 (3/0/4) | 7 (4/0/3) | 14:14  | 368:296 | 0+72  |
| 5   | Dresden Monarchs          | 14 (6/0/8)  | 7 (3/0/4) | 7 (3/0/4) | 12:16  | 405:237 | +168  |
| 6   | New Yorker Lions          | 14 (4/0/10) | 7 (3/0/4) | 7 (1/0/6) | 8:20   | 222:311 | 0−89  |
| 7   | Essen Assindia Cardinals  | 14 (1/1/12) | 7 (0/1/6) | 7 (1/0/6) | 3:25   | 162:532 | −370  |

Quelle:
Erläuterungen:  = Qualifikation für die Play-offs;  = Relegation

#### Abschlusstabelle GFL Süd
| Pl. | Team                     | Gesamt      | Heim      | Auswärts  | Punkte | TD      | Diff. |
| --- | ------------------------ | ----------- | --------- | --------- | ------ | ------- | ----- |
| 1   | Schwäbisch Hall Unicorns | 13 (13/0/0) | 7 (7/0/0) | 6 (6/0/0) | 26:0   | 617:256 | +361  |
| 2   | Marburg Mercenaries      | 13 (11/0/2) | 6 (6/0/0) | 7 (5/0/2) | 22:4   | 392:240 | +152  |
| 3   | Stuttgart Scorpions      | 13 (7/1/5)  | 6 (3/1/2) | 7 (4/0/3) | 15:11  | 316:335 | 0−19  |
| 4   | Munich Cowboys           | 14 (7/0/7)  | 7 (4/0/3) | 7 (3/0/4) | 14:14  | 256:277 | 0−21  |
| 5   | Wiesbaden Phantoms       | 13 (3/1/9)  | 6 (2/0/4) | 7 (1/1/5) | 7:19   | 241:366 | −125  |
| 6   | Saarland Hurricanes      | 13 (2/0/11) | 6 (1/0/5) | 7 (1/0/6) | 4:22   | 194:363 | −169  |
| 7   | Plattling Black Hawks    | 11 (0/0/11) | 7 (0/0/7) | 4 (0/0/4) | 0:22   | 157:521 | −364  |

Quelle:
Erläuterungen:  = Qualifikation für die Play-offs;  = Relegation

### Relegation
| Liga | Heimverein  | Gastverein  | Ergebnis | Nach Quartern |
| ---- | ----------- | ----------- | -------- | ------------- |
| Nord | X X X X X X | X X X X X X | - - - -  | - - - -       |
| Nord | X X X X X X | X X X X X X | - - - -  | - - - -       |
| Süd  | X X X X X X | X X X X X X | - - - -  | - - - -       |
| Süd  | X X X X X X | X X X X X X | - - - -  | - - - -       |

Die Essen Assindia Cardinals verzichteten aufgrund fehlender sportlicher Perspektive auf die Relegationsspiele und beantragten eine Lizenz für die Saison 2012 in der GFL2. Damit steigen aus der Nordstaffel der Meister und der Zweitplatzierte der GFL2-Saison 2011 direkt auf.
Ähnlich sieht es in der Südstaffel aus: Das Plattlinger Team hat aus denselben Gründen (sportliche Aussichten, personelle Probleme) ebenfalls keinen Lizenzantrag für die erste bzw. zweite Liga gestellt, sondern steigt direkt in die Regionalliga Süd ab. Dadurch steht neben den Franken Knights (1. Platz GFL2 Süd) auch dem Vizemeister der 2. Liga der direkte Weg in die GFL Süd offen.

### Play-offs
| Viertelfinale | Viertelfinale          | Viertelfinale             |    |                           | Halbfinale | Halbfinale | Halbfinale |  |  | German Bowl XXXIII – Magdeburg | German Bowl XXXIII – Magdeburg | German Bowl XXXIII – Magdeburg |
|               |                        |                           |    |                           |            |            |            |  |  |                                |                                |                                |
| 1N            | Kiel Baltic Hurricanes | 45                        |    |                           |            |            |            |  |  |                                |                                |                                |
| 4S            | Munich Cowboys         | 6                         |    |                           |            |            |            |  |  |                                |                                |                                |
| 4S            | Munich Cowboys         | 6                         | 1N | Kiel Baltic Hurricanes    | 45         |            |            |  |  |                                |                                |                                |
|               |                        |                           | 1N | Kiel Baltic Hurricanes    | 45         |            |            |  |  |                                |                                |                                |
|               | 3N                     | Düsseldorf Panther        | 21 |                           |            |            |            |  |  |                                |                                |                                |
| 2S            | 3N                     | Düsseldorf Panther        | 21 | Marburg Mercenaries       | 10         |            |            |  |  |                                |                                |                                |
| 2S            |                        |                           |    | Marburg Mercenaries       | 10         |            |            |  |  |                                |                                |                                |
| 3N            | Düsseldorf Panther     | 14                        |    |                           |            |            |            |  |  |                                |                                |                                |
| 3N            | Düsseldorf Panther     | 14                        | 1N | Kiel Baltic Hurricanes    | 44         |            |            |  |  |                                |                                |                                |
|               |                        |                           |    | Kiel Baltic Hurricanes    | 44         |            |            |  |  |                                |                                |                                |
|               | 1S                     | Schwäbisch Hall Unicorns  | 48 |                           |            |            |            |  |  |                                |                                |                                |
| 1S            | 1S                     | Schwäbisch Hall Unicorns  | 48 | Schwäbisch Hall Unicorns  | 53         |            |            |  |  |                                |                                |                                |
| 1S            |                        |                           |    | Schwäbisch Hall Unicorns  | 53         |            |            |  |  |                                |                                |                                |
| 4N            | Berlin Adler           | 27                        |    |                           |            |            |            |  |  |                                |                                |                                |
| 4N            | Berlin Adler           | 27                        | 1S | Schwäbisch Hall Unicorns  | 47         |            |            |  |  |                                |                                |                                |
|               |                        |                           | 1S | Schwäbisch Hall Unicorns  | 47         |            |            |  |  |                                |                                |                                |
|               | 2N                     | Mönchengladbach Mavericks | 21 |                           |            |            |            |  |  |                                |                                |                                |
| 2N            | 2N                     | Mönchengladbach Mavericks | 21 | Mönchengladbach Mavericks | 43         |            |            |  |  |                                |                                |                                |
| 2N            |                        |                           |    | Mönchengladbach Mavericks | 43         |            |            |  |  |                                |                                |                                |
| 3S            | Stuttgart Scorpions    | 17                        |    |                           |            |            |            |  |  |                                |                                |                                |

#### Viertelfinale
|                                          |                                        | {{{Spiel}}}              |         |              |  |                                                |
| Schwäbisch Hall 17. September 2011 16:00 |                                        | Schwäbisch Hall Unicorns | 53 : 27 | Berlin Adler |  | Hagenbachstadion Zuschauer: 1650 Referee: Ball |
| Schwäbisch Hall 17. September 2011 16:00 | (14:7, 13:7, 13:0, 13:13) Spielbericht | Schwäbisch Hall Unicorns |         | Berlin Adler |  | Hagenbachstadion Zuschauer: 1650 Referee: Ball |

|                                          |                                       | {{{Spiel}}}               |         |                     |  |                                                      |
| Mönchengladbach 17. September 2011 19:00 |                                       | Mönchengladbach Mavericks | 43 : 17 | Stuttgart Scorpions |  | Warsteiner HockeyPark Zuschauer: 1300 Referee: Sauer |
| Mönchengladbach 17. September 2011 19:00 | (0:10, 16:7, 10:0, 17:0) Spielbericht | Mönchengladbach Mavericks |         | Stuttgart Scorpions |  | Warsteiner HockeyPark Zuschauer: 1300 Referee: Sauer |

|                               |                                     | {{{Spiel}}}            |        |                |  |                                                        |
| Kiel 18. September 2011 15:00 |                                     | Kiel Baltic Hurricanes | 45 : 6 | Munich Cowboys |  | Holstein-Stadion Zuschauer: 2136 Referee: Voigtlaender |
| Kiel 18. September 2011 15:00 | (17:0, 14:0, 7:0, 7:6) Spielbericht | Kiel Baltic Hurricanes |        | Munich Cowboys |  | Holstein-Stadion Zuschauer: 2136 Referee: Voigtlaender |

|                                  |                                    | {{{Spiel}}}         |         |                    |  |                                                       |
| Marburg 18. September 2011 16:00 |                                    | Marburg Mercenaries | 10 : 14 | Düsseldorf Panther |  | Georg-Gaßmann-Stadion Zuschauer: 1025 Referee: Stehle |
| Marburg 18. September 2011 16:00 | (0:0, 10:7, 0:0, 0:7) Spielbericht | Marburg Mercenaries |         | Düsseldorf Panther |  | Georg-Gaßmann-Stadion Zuschauer: 1025 Referee: Stehle |

#### Halbfinale
|                                          |                                     | {{{Spiel}}}              |         |                           |  |                                                   |
| Schwäbisch Hall 24. September 2011 16:00 |                                     | Schwäbisch Hall Unicorns | 47 : 21 | Mönchengladbach Mavericks |  | Hagenbachstadion Zuschauer: 2680 Referee: Fischer |
| Schwäbisch Hall 24. September 2011 16:00 | (6:0, 22:7, 6:7, 13:7) Spielbericht | Schwäbisch Hall Unicorns |         | Mönchengladbach Mavericks |  | Hagenbachstadion Zuschauer: 2680 Referee: Fischer |

|                               |                                      | {{{Spiel}}}            |         |                    |  |                                                    |
| Kiel 25. September 2011 15:00 |                                      | Kiel Baltic Hurricanes | 45 : 21 | Düsseldorf Panther |  | Holstein-Stadion Zuschauer: 2378 Referee: Schlundt |
| Kiel 25. September 2011 15:00 | (3:7, 21:0, 7:14, 14:0) Spielbericht | Kiel Baltic Hurricanes |         | Düsseldorf Panther |  | Holstein-Stadion Zuschauer: 2378 Referee: Schlundt |

### German Bowl
Der German Bowl XXXIII wurde am 8. Oktober 2011 in der Magdeburger MDCC-Arena ausgespielt. Die Schwäbisch Hall Unicorns gewannen 48:44 gegen die Kiel Baltic Hurricanes.
|                                 |                                       | German Bowl XXXIII     |         |                          |  |                                                |
| Magdeburg 8. Oktober 2011 18:00 |                                       | Kiel Baltic Hurricanes | 44 : 48 | Schwäbisch Hall Unicorns |  | MDCC-Arena Zuschauer: 11.711 Referee: Schrader |
| Magdeburg 8. Oktober 2011 18:00 | (7:14, 13:6, 7:6, 17:22) Spielbericht | Kiel Baltic Hurricanes |         | Schwäbisch Hall Unicorns |  | MDCC-Arena Zuschauer: 11.711 Referee: Schrader |

## Statistik

### Einzelstatistiken
Eine Auswahl an den wichtigsten Offense-Statistiken.

#### Quarterbacks
|    | Spieler    | Verein          | Sp. | Att | Cmp | %    | Yards | TDs | Int. | Rating |
| -- | ---------- | --------------- | --- | --- | --- | ---- | ----- | --- | ---- | ------ |
| 1. | A. Boehme  | Schwäbisch Hall | 16  | 451 | 315 | 69.8 | 4965  | 59  | 3    | 204.2  |
| 2. | J. Welsh   | Kiel            | 17  | 363 | 247 | 68.0 | 3870  | 53  | 10   | 200.3  |
| 3. | J. Ullrich | Marburg         | 13  | 298 | 188 | 63.1 | 2457  | 25  | 9    | 154.0  |

#### Wide-Receiver
|    | Spieler    | Verein          | Sp. | Fänge | Yards | TDs | Long | Avg/C | Yds/G |
| -- | ---------- | --------------- | --- | ----- | ----- | --- | ---- | ----- | ----- |
| 1. | J. Joslin  | Schwäbisch Hall | 16  | 86    | 1790  | 25  | 98   | 20.8  | 111.9 |
| 2. | A. Blakley | Plattling       | 11  | 99    | 1165  | 10  | 52   | 11.8  | 105.9 |
| 3. | A. Love    | Kiel            | 15  | 73    | 1248  | 22  | 68   | 17.1  | 83.2  |

#### Runningbacks
|    | Spieler    | Verein  | Sp. | Läufe | Yards | Avg | TDs | Long | Yds/G |
| -- | ---------- | ------- | --- | ----- | ----- | --- | --- | ---- | ----- |
| 1. | J. Clark   | Marburg | 12  | 234   | 1741  | 7.0 | 17  | 55   | 136.8 |
| 2. | M. Andrews | Kiel    | 17  | 290   | 1990  | 6.9 | 19  | 80   | 117.1 |
| 3. | L. Croom   | Dresden | 13  | 233   | 1506  | 6.5 | 13  | 62   | 115.8 |

#### Kicker
|    | Spieler        | Verein          | Sp. | PAT Att | PAT Cmp | FG Att | FG Cmp | Pts | Pts/G |
| -- | -------------- | --------------- | --- | ------- | ------- | ------ | ------ | --- | ----- |
| 1. | C. Devincentis | Schwäbisch Hall | 15  | 94      | 73      | 11     | 6      | 91  | 6.1   |
| 2. | J. Dohrendorf  | Kiel            | 17  | 72      | 66      | 19     | 11     | 99  | 5.8   |
| 3. | S. Wurster     | Stuttgart       | 14  | 39      | 38      | 13     | 11     | 71  | 5.1   |

### Zuschauerzahlen Hauptrunde 2011
| Verein                    | Schnitt/Spiel | Heimspiel 1 | Heimspiel 2 | Heimspiel 3 | Heimspiel 4 | Heimspiel 5 | Heimspiel 6 | Heimspiel 7 |
| ------------------------- | ------------- | ----------- | ----------- | ----------- | ----------- | ----------- | ----------- | ----------- |
| New Yorker Lions          | 3.457         | 4.185       | 2.645       | 3.495       | 4.174       | 3.125       | 2.873       | 3.704       |
| Kiel Baltic Hurricanes    | 2.308         | 4.018       | 4.100       | 2.489       | 2.934       | 700         | 693         | 1.220       |
| Dresden Monarchs          | 2.297         | 3.842       | 1.852       | 4.481       | 1.093       | 1.217       | 1.180       | 2.415       |
| Düsseldorf Panther        | 2.146         | 1.650       | 3.718       | 2.824       | 3.580       | 1.370       | 940         | 940         |
| Mönchengladbach Mavericks | 1.696         | 1.542       | 1.430       | 1.246       | 1.100       | 2.000       | 3.056       | 1.500       |
| Schwäbisch Hall Unicorns  | 1.228         | 2.100       | 750         | 950         | 1.250       | 1.180       | 1.380       | 985         |
| Berlin Adler              | 950           | 1.141       | 878         | 1.017       | 1.170       | 1.107       | 727         | 612         |
| Stuttgart Scorpions       | 842           | 930         | 705         | 888         | 1.100       | 760         | 670         | * * *       |
| Wiesbaden Phantoms        | 825           | 1.200       | 800         | 700         | 600         | 650         | * * *       | 1.000       |
| Marburg Mercenaries       | 811           | 650         | 750         | 550         | 1.025       | 950         | 940         | * * *       |
| Assindia Cardinals        | 793           | 1.400       | 1.350       | 650         | 350         | 650         | 350         | 800         |
| Munich Cowboys            | 734           | 774         | 687         | 581         | 894         | 839         | 621         | 739         |
| Plattling Black Hawks     | 355           | 500         | 350         | 350         | 655         | 350         | 120         | 158         |
| Saarland Hurricanes       | 268           | 451         | 250         | 250         | 250         | 250         | 158         | * * *       |
| Schnitt                   | 1.364         |             |             |             |             |             |             |             |